# Підгорне (Слободський район)
Підго́рне (рос. Подгорное) — присілок у складі Слободського району Кіровської області, Росія. Входить до складу Світозаревського сільського поселення.
Населення становить 4 особи (2010, 9 у 2002).
Національний склад станом на 2002 рік — удмурти 100 %.